# Trophée européen FIRA de rugby à XV 1975-1976
Navigation
Trophée européen FIRA 1974-1975 Trophée européen FIRA 1976-1977
Le Trophée européen FIRA 1975-1976 est une compétition qui réunit les nations de la FIRA–AER qui ne participent pas au Tournoi des Cinq Nations, mais en présence des équipes de France B et du Maroc.
Les Pays-Bas sont relégués en division B et le Maroc est promu en division A.

## Équipes participantes
Division A
- Espagne
- France A
- Italie
- Pays-Bas
- Pologne
- Roumanie

| Division B1 - Allemagne de l'Ouest - Belgique - Maroc | Division B2 - Suisse - Tchécoslovaquie - Yougoslavie |

## Division A

### Classement
| Rang | Pays     | J | V | N | D | Pm  | Pe | Diff | Pts |
| ---- | -------- | - | - | - | - | --- | -- | ---- | --- |
| 1    | France A | 5 | 5 | 0 | 0 | 127 | 41 | +86  | 15  |
| 2    | Italie   | 5 | 4 | 0 | 1 | 95  | 54 | +41  | 13  |
| 3    | Roumanie | 5 | 3 | 0 | 2 | 87  | 68 | +19  | 11  |
| 4    | Pologne  | 5 | 2 | 0 | 3 | 51  | 71 | -20  | 9   |
| 5    | Espagne  | 5 | 0 | 1 | 4 | 31  | 92 | -61  | 6   |
| 6    | Pays-Bas | 5 | 0 | 1 | 4 | 28  | 93 | -65  | 6   |

|  | Vainqueur de la compétition (no 1). |
|  | Relégué en division B (no 6).       |

### Matchs joués
| 25 octobre 1975 | Italie                             | 28 - 13 (16 - 0) | Pologne                                            | Trévise Arbitre : Cismas |
| 25 octobre 1975 | Essai(s) : 5 Transformation(s) : 4 |                  | Essai(s) : 2 Transformation(s) : 1 Pénalité(s) : 1 | Trévise Arbitre : Cismas |
| 25 octobre 1975 |                                    |                  |                                                    | Trévise Arbitre : Cismas |

| 2 novembre 1975 | Roumanie | 20 – 9 (6 - 0) | Pologne | Bucarest 5,000 spectateurs Arbitre : G.P. Celon |
| 2 novembre 1975 |          |                |         | Bucarest 5,000 spectateurs Arbitre : G.P. Celon |
| 2 novembre 1975 |          |                |         | Bucarest 5,000 spectateurs Arbitre : G.P. Celon |

| 23 novembre 1975 | Pays-Bas | 0 – 24 (0 - 11)                                    | Italie | Apeldoorn Arbitre : Rigole |
| 23 novembre 1975 |          | Essai(s) : 4 Transformation(s) : 1 Pénalité(s) : 2 |        | Apeldoorn Arbitre : Rigole |
| 23 novembre 1975 |          |                                                    |        | Apeldoorn Arbitre : Rigole |

| 23 novembre 1975 | France B | 36 – 12 (13 - 3) | Roumanie | Bordeaux 6,843 spectateurs Arbitre : N. Sanson |
| 23 novembre 1975 |          |                  |          | Bordeaux 6,843 spectateurs Arbitre : N. Sanson |
| 23 novembre 1975 |          |                  |          | Bordeaux 6,843 spectateurs Arbitre : N. Sanson |

| 7 décembre 1975 | Pays-Bas | 4 – 4 | Espagne | Amsterdam |
| 7 décembre 1975 |          |       |         | Amsterdam |
| 7 décembre 1975 |          |       |         | Amsterdam |

| 20 décembre 1975 | Espagne                            | 6 – 19 (0 - 9) | Italie                                             | Madrid Arbitre : Chardon |
| 20 décembre 1975 | Essai(s) : 1 Transformation(s) : 1 |                | Essai(s) : 3 Transformation(s) : 2 Pénalité(s) : 1 | Madrid Arbitre : Chardon |
| 20 décembre 1975 |                                    |                |                                                    | Madrid Arbitre : Chardon |

| 7 février 1976 | Italie                       | 11 – 23 (11 - 6) | France B                                       | Milan Arbitre : Witting |
| 7 février 1976 | Essai(s) : 2 Pénalité(s) : 1 |                  | Essai(s) : 4 Transformation(s) : 2 Drop(s) : 1 | Milan Arbitre : Witting |
| 7 février 1976 |                              |                  |                                                | Milan Arbitre : Witting |

| 28 février 1976 | Espagne | 0 – 36 | France B | Madrid |
| 28 février 1976 |         |        |          | Madrid |
| 28 février 1976 |         |        |          | Madrid |

| 28 mars 1976 | Pays-Bas | 3 – 27 (3 - 8) | Roumanie | Hilversum Arbitre : G. Segurola |
| 28 mars 1976 |          |                |          | Hilversum Arbitre : G. Segurola |
| 28 mars 1976 |          |                |          | Hilversum Arbitre : G. Segurola |

| 11 avril 1976 | Pologne | 12 – 3 | Pays-Bas | Lublin |
| 11 avril 1976 |         |        |          | Lublin |
| 11 avril 1976 |         |        |          | Lublin |

| 24 avril 1976 | Italie                       | 13 – 12 (4 - 0) | Roumanie                                                       | Parme 12,000 spectateurs Arbitre : A. Hosie |
| 24 avril 1976 | Essai(s) : 1 Pénalité(s) : 3 |                 | Essai(s) : 1 Transformation(s) : 1 Pénalité(s) : 1 Drop(s) : 1 | Parme 12,000 spectateurs Arbitre : A. Hosie |
| 24 avril 1976 |                              |                 |                                                                | Parme 12,000 spectateurs Arbitre : A. Hosie |

| 2 mai 1976 | Roumanie | 16 – 7 (6 - 3) | Espagne | Bucarest Arbitre : Eychenne |
| 2 mai 1976 |          |                |         | Bucarest Arbitre : Eychenne |
| 2 mai 1976 |          |                |         | Bucarest Arbitre : Eychenne |

| 15 mai 1976 | Pologne | 17 – 14 | Espagne | Bialystok |
| 15 mai 1976 |         |         |         | Bialystok |
| 15 mai 1976 |         |         |         | Bialystok |

| 1er juillet 1976 | France B | 71 – 6 | Pays-Bas | Lille |
| 1er juillet 1976 |          |        |          | Lille |
| 1er juillet 1976 |          |        |          | Lille |

| 1976 | Pologne | ? – ? | France B | ? |
| 1976 |         |       |          | ? |
| 1976 |         |       |          | ? |

## Division B

### Poule 1

#### Classement
| Rang | Pays      | J | V | N | D | Pm | Pe | Diff | Pts |
| ---- | --------- | - | - | - | - | -- | -- | ---- | --- |
| 1    | Maroc     | 2 | 2 | 0 | 0 | 52 | 10 | +42  | 6   |
| 2    | Allemagne | 2 | 1 | 0 | 1 | 46 | 33 | +13  | 4   |
| 3    | Belgique  | 2 | 0 | 0 | 2 | 10 | 65 | -55  | 2   |

#### Matchs joués
| 26 octobre 1975 | Allemagne | 43 - 3 | Belgique | Hanovre |
| 26 octobre 1975 |           |        |          | Hanovre |
| 26 octobre 1975 |           |        |          | Hanovre |

| 8 octobre 1975 | Belgique | 7 – 22 | Maroc | Bruxelles |
| 8 octobre 1975 |          |        |       | Bruxelles |
| 8 octobre 1975 |          |        |       | Bruxelles |

| 28 mars 1976 | Maroc | 30 – 3 | Allemagne | Casablanca |
| 28 mars 1976 |       |        |           | Casablanca |
| 28 mars 1976 |       |        |           | Casablanca |

### Poule 2

#### Classement
| Rang | Pays            | J | V | N | D | Pm | Pe | Diff | Pts |
| ---- | --------------- | - | - | - | - | -- | -- | ---- | --- |
| 1    | Tchécoslovaquie | 2 | 2 | 0 | 0 | 51 | 9  | +42  | 6   |
| 2    | Yougoslavie     | 2 | 1 | 0 | 1 | 34 | 32 | +2   | 4   |
| 3    | Suisse          | 2 | 0 | 0 | 2 | 10 | 54 | -44  | 2   |

#### Matchs joués
| 26 octobre 1975 | Tchécoslovaquie | 28 - 3 | Yougoslavie | Zlín |
| 26 octobre 1975 |                 |        |             | Zlín |
| 26 octobre 1975 |                 |        |             | Zlín |

| 16 novembre 1975 | Suisse | 6 – 23 | Tchécoslovaquie | Lausanne |
| 16 novembre 1975 |        |        |                 | Lausanne |
| 16 novembre 1975 |        |        |                 | Lausanne |

| 25 avril 1976 | Yougoslavie | 31 – 4 | Suisse | Split |
| 25 avril 1976 |             |        |        | Split |
| 25 avril 1976 |             |        |        | Split |